# Ussel-d'Allier
Ussel-d'Allier é uma comuna francesa na região administrativa de Auvérnia-Ródano-Alpes, no departamento Allier. Estende-se por uma área de 8,17 km². Em 2010 a comuna tinha 166 habitantes (densidade: 20,3 hab./km²).